# Pedro Tramullas
Pedro Tramullas, nacido en 1937 en Oloron-Sainte-Marie, es un escultor francés.

## Datos biográficos
Pedro Tramullas, nació en Oloron-Sainte-Marie, en 1937. Murió en Huesca el 22 de septiembre de 2017.
Estudió en la École nationale supérieure des beaux-arts en París, donde conoció a Zadkine y Giacometti. De regreso a Jaca, en España, integra en su obra el arte megalítico, el simbolismo romano y el del Camino de Santiago.
Desde 1975 hasta 1984 se organizó un simposio internacional en el Valle de Hecho de Aragón en España. Es allí donde, el primer año, conoce al escultor Tetsuo Harada con el que rápidamente entabló amistad. Tramullas, cuyo padre era pintor, nació en una familia que sufrió la dictadura de Franco. Para la primera exposición, Harada y Tramullas, así como otros escultores, decidieron hacer una escultura en mármol gris, titulada La mano de la Paz (La main de la Paix) para protestar contra la dictadura de Franco.
Sus obras están presentes en España, Francia, Italia y Austria. Trabaja la piedra y la madera, y también el metal y el cemento.

## Obras
Entre las mejores y más conocidas obras de Pedro Tramullas se incluyen las siguientes:
- La mano de la Paz (La main de la Paix) (1975) en el Valle de Hechoobra colectiva de Harada, Tramullas y otros escultores, en mármol gris.

- La puerta de Aspe (porte d'Aspe )(1993) , en Gurmençon , valle de Aspe

En 1993 se construyó la puerta de Aspe en Gurmençon y dijo: "Yo quería hacer la unión entre el pasado, presente y futuro. Es una puerta al valle. Marca la entrada del valle de Aspe en un camino donde se encuentra la tradición occidental adaptada al temperamento occidental. Es una puerta fuera de los tiempos. La unidad de medida es el codo real del lugar"